# Phantomime
Phantomime ist die vierte EP der schwedischen Heavy-Metal-Band Ghost. Die EP erschien am 19. Mai 2023 über Spinefarm Records. Das Lied Phantom of the Opera wurde bei den Grammy Awards 2024 in der Kategorie Best Metal Performance nominiert.

## Inhalt
Nachdem die Band Ghost verschiedene Videos veröffentlichte, nach denen die Rückkehr von Jesus bevorstehen würde, kündigte die Band am Ostersonntag die Veröffentlichung der EP Phantomime an. Die EP enthält fünf Coverversionen und ist mit den von Ghost veröffentlichten EPs If You Have Ghost und Popestar vergleichbar, wobei letztere eine Eigenkomposition enthielt. Auf Phantomime coverten Ghost Lieder der Bands Television, Genesis, The Stranglers und Iron Maiden sowie ein Lied der Sängerin Tina Turner. Für ihre Version des Genesis-Liedes Jesus He Knows Me wurde ein Musikvideo veröffentlicht, bei dem Alex Ross Perry Regie führte. Laut Tobias Forge wäre das Lied relevanter, als er beim ursprünglichen Erscheinen im Jahre 1992 war.

„Dies ist einfach ein zeitgenössischer Kommentar über eine Bewegung innerhalb der freien westlichen Welt, die die Erde flach machen will. Diese Bewegung will die Uhr zurück in mittelalterliche Zeiten zurückdrehen. Ich weiß nicht, was das alles zu bedeuten hat. Es ist einfach Dummheit!“

Während Tobias Forge mit dem Produzenten Klas Åhlund am Album Impera arbeitete nahmen beide Demos einiger Coverversionen auf mit der Idee, ein Album mit zehn Liedern zu erstellen, welches Impera spiegeln sollte. Unter anderem wurde ein Pianoversion eines Motörhead-Liedes, ein Lied der Misfits, eines von U2 und eine Version des Liedes Distant Early Warning von Rush aufgenommen. Schließlich entschied sich Forge, eine EP mit den „kraftvolleren Rocksongs“ zu veröffentlichen, um einen Gegensatz zu Impera zu haben. Die EP sollte in digitaler Form ursprünglich schon am 18. Mai 2023 veröffentlicht werden. Dies wurde aber ohne nähere Angaben von Gründen um einen Tag verschoben, um eine gleichzeitige Veröffentlichung mit den physischen Versionen zu gewährleisten. Laut einer Pressemitteilung wäre „der Verantwortliche für dieses Mißverständnises seines Amtes enthoben worden“.

## Titelliste
| Nr. | Titel                      | Originalinterpret | Länge |
| --- | -------------------------- | ----------------- | ----- |
| 1   | See No Evil                | Television        | 4:04  |
| 2   | Jesus He Knows Me          | Genesis           | 4:05  |
| 3   | Hanging Around             | The Stranglers    | 4:10  |
| 4   | Phantom of the Opera       | Iron Maiden       | 7:23  |
| 5   | We Don’t Need Another Hero | Tina Turner       | 4:10  |

## Rezeption

### Rezensionen
Anne Erickson vom Onlinemagazin Blabbermouth.net schrieb, dass diejenigen, die „mit den Originalversionen der Lieder verheiratet wären, die Versionen von Ghost schrill finden würden“. Die Fans von Ghost würden hingegen „viel zum Anerkennen finden“. Erickson vergab acht von zehn Punkten. Yan Temminghoff vom deutschen Onlinemagazin laut.de lobte, dass Forge „Wert auf Werktreue“ und „Liebe zum Detail“ legt. Die Band würde für einen schnellen Spaß sorgen, dürften allerdings ebenso schnell im Schall und Rauch übergehen. Temminghoff vergab drei von fünf Punkten.

### Chartplatzierungen
| ChartsChartplatzierungen            | Höchstplatzierung | Wochen |
| ----------------------------------- | ----------------- | ------ |
| Deutschland (GfK)                   | 11 (1 Wo.)        | 1      |
| Schweden (GLF)                      | 1 (2 Wo.)         | 2      |
| Österreich (Ö3)                     | 7 (1 Wo.)         | 1      |
| Schweiz (IFPI)                      | 7 (1 Wo.)         | 1      |
| Vereinigte Staaten (Billboard)      | 7 (1 Wo.)         | 1      |
| Vereinigte Staaten (Billboard Rock) | 2 (1 Wo.)         | 1      |
| Vereinigtes Königreich (OCC)        | 8 (1 Wo.)         | 1      |

## Bestenlisten
| Publikation | Liste                  | Werk       | Platz |
| ----------- | ---------------------- | ---------- | ----- |
| Revolver    | 30 Best Albums of 2023 | Phantomime | 30    |